# Эскобар, Рамон Альберто
Рамон Альберто Эскобар (англ. Ramon Alberto Escobar; род. 5 июня 1971, Сальвадор) — американский серийный убийца сальвадорского происхождения, совершивший серию из 7 убийств на территории штатов Техас и Калифорния в течение нескольких месяцев 2018 года. Большинство из жертв Эскобара являлись бездомными. В мае 2022 года Эскобар был приговорен к пожизненному лишению свободы без права на условно-досрочное освобождение. Преступления Эскобара вызвали моральную панику среди бездомных Лос-Анджелеса, представители которых подвержены большой виктимности. После осуждения Эскобар стал фигурантом нового уголовного дела. В конце февраля 2023 года он стал подозреваемым в совершении убийства своего сокамерника.

## Биография
О ранних годах жизни Рамона Эскобара известно крайне мало. Известно что Рамон родился 5 июня 1971 года на территории Сальвадора. Детство и юность Рамон провел в социально-неблагополучной обстановке, так как в тот период после войны с Гондурасом  его родственники, как и большинство жителей страны, испытывали материальные трудности. В середине 1980-х Эскобар нелегально эмигрировал на территорию США. В начале 1988 года Эскобар был арестован, после чего в феврале того же года на основании постановления «Иммиграционной и таможенной полиции США» он был обратно депортирован на территорию Сальвадора. В начале 1990-х Рамон снова нелегально оказался на территории США. Он обосновался в Хьюстоне (штат Техас), где проживали его родственники. В течение последующих лет Эскобар вел криминальный образ жизни и в период с 1992 года по 2018 год неоднократно подвергался арестам по обвинению в совершении таких преступлений как кража со взломом, нападение и незаконное проникновение на территорию чужой частной собственности. 
С 1995 года по 2000 год он отбывал уголовное наказание в одной из тюрем на территории штата Техас по обвинению в совершении кражи, после чего был депортирован обратно в Сальвадор. В 2001 году он в очередной раз вернулся в США. В ноябре того же года он был арестован за совершение незначительного правонарушения, после чего был обвинен в незаконном въезде на территорию страны, был осужден и получил в качестве уголовного наказания 23 месяца лишения свободы. Во время отбывания наказания у Эскобара были диагностированы признаки психического расстройства, вследствие чего он был подвергнут судебно-психиатрической экспертизе, на основании результатов которой ему был поставлен диагноз шизофрения, после чего ему был назначен курс лечения и он был этапирован в одну из психиатрических клиник, расположенных на территории округа Харрис (штат Техас), где он провел несколько месяцев в 2002 году. Всего же, в период с 1997 года по 2011 год его депортировали из США в Сальвадор шесть раз. 
В 2012 году Рамон Эскобар снова покинул Сальвадор и совершил очередную попытку проникновения на территорию США, во время которой был арестован на территории города Браунсвилл (штат Техас). Во время нахождения в окружной тюрьме Эскобар начал демонстрировать девиантное поведение и признаки психического расстройства, благодаря чему на основании результатов судебно-медицинской экспертизы он снова провел несколько последующих месяцев после ареста в одной из психиатрических клиник в городе Спрингфилд (штат Миссури). После прохождения курса лечения Эскобар был возвращен в Браунсвилл, где предстал перед судом . В октябре 2013 года он был осужден и получил в качестве уголовного наказания два года лишения свободы. Отбыв наказание полностью, Эскобар покинул территорию США, но вскоре снова вернулся. После очередного нелегального въезда на территорию государства, Рамон Эскобар  в июне 2016 года подал апелляцию по своему иммиграционному делу, которая была удовлетворена в декабре того же года, после чего он попросил политического убежища. В январе 2017 года по решению суда Эскобар получил статус постоянного жителя США.  После получения этого статуса, Рамон проживал в доме своих дяди и тети в городе Хьюстон. Из-за отсутствия образования, он был вынужден заниматься низкоквалифицированным трудом и испытывал материальные трудности. Большую часть времени этого период Эскобар работал поденщиком, перебивался случайными заработками и мелкими кражами. В ноябре 2017 года и в феврале 2018 года он еще дважды подвергался арестам за попытку проникновения на территорию чужой частной собственности и совершения кражи, но каждый раз дело до суда не доходило и он отделывался выплатой штрафа. Несмотря на это, Эскобар не был замечен в агрессивном поведении по отношению к окружающим, а большинство из его друзей и знакомых отзывались о нем  положительно.

## Серия убийств
Серия убийств началась 26 августа 2018 года после того как Рамон Эскобар совершил нападение на своего дядю - 65-летнего Рохелио Эскобара, в ходе которого он нанес ему черепно-мозговую травму несколькими ударами полицейской дубинкой по голове, от последствий которой Рохелио Эскобар скончался. После совершения убийства Рамон не стал предпринимать меры по сокрытию следов преступления, а только избавился от трупа своего дяди. Рюкзак, обувь и рубашкау Рохелио Эскобара - Рамон оставил на крыльце их дома, что вызвало подозрения его сестры и тети Рамона - Дины Эскобар. 
Через два дня, 28 августа 60-летняя Дина Эскобар отправилась на поиски своего брата. Перед поездкой, Рамон Эскобар сумел проникнуть никем не замеченным в фургон своей тети, после чего во время остановки автомобиля на одной из окраин Хьюстона совершил на нее нападение, в ходе которого задушил женщину. Тела убитых родственников Эскобар сбросил в мусорные баки, после чего их скелетированные останки были обнаружены спустя несколько месяцев на одной из свалок за пределами города. Фургон, где было совершено убийство Дины Эскобар, Рамон отвез на пляж, расположенный на территории города Галвестон, где в целях сокрытия следов преступления и изобличающих улик поджег его.
Ряд знакомых Рохелио и Дины Эскобар после их исчезновения обратились в полицию, вследствие чего 30 августа 2018 года Рамон Эскобар был задержан сотрудниками правоохранительных органов по поводу пропажи своих дяди и тети, и был подвергнут допросу, в ходе которого рассказал версию событий, согласно которой их исчезновение не было связано с криминальными причинами. Так как криминальных обстоятельств исчезновения его родственников на тот момент обнаружено не было, Рамона Эскобара были вынуждены отпустить, после чего он сбежал. Эскобару удалось покинуть территорию штата Техас, после чего он принял решение отправиться на территорию штата Калифорния, где он оказался 5 сентября того же года проехав более 1500 миль  на своем автомобиле «Honda CR-V» 2004 года выпуска. В течение последующих нескольких недель, Эскобар вел бродяжнический образ жизни на территории разных пригородов Лос-Анджелеса, проводя много времени в обществе бездомных, после чего совершил серию нападений и убийств.
8 сентября 2018 года, в раннее время суток Эскобар совершил нападение на бездомного мужчину , который спал на одном из пляжей, расположенных в городе Санта-Моника. В ходе нападения Эскобар нанес своей жертве несколько ударов бейсбольной битой по голове. Несмотря на получение серьезной черепно-мозговой травмы, жертва нападения осталась жива.
10 сентября того же года действуя по той же схеме Эскобар совершил нападение на пляже Санта-Моники на 51-летнего Хуана Антонио Рамиреса. От полученных ударов бейсбольной битой по голове Рамирес получил черепно-мозговую травму, от осложнений которой умер в январе 2021 года.
Через 6 дней, 16 сентября в раннее время суток Рамон Эскобар избил бейсбольной битой трех спящих бездомных мужчин на территории Даунтауна Лос-Анджелеса, после чего ограбил их. Одна из жертв Эскобара осталась в живых, в то время как двое мужчин скончались от полученных черепно-мозговых травм. Убитыми оказались 24-летний Брэндон Райдаут и 59-летний Келвин Уильямс. В момент совершения убийств Эскобар попал на камеры видеонаблюдения, установленные на одном из близлежащих зданий, благодаря чему правоохранительные органы составили его фоторобот, а видеозапись была опубликована общественности с целью идентифицировать преступника. Полиция описала нападавшего  как белого мужчину или мужчину - латиноамериканца, находящегося в возрасте 30-40 лет, среднего роста и телосложения, имевшего черные волосы средней длины. В ориентировке было указано, что подозреваемый обладал характерной походкой вследствие кривизны ног.
20 сентября Эскобар совершил очередное нападение на пляже Санта-Моники. В ходе нападения он убил 39-летнего Стивена Круза. Семья погибшего впоследствии заявила СМИ, что Стивен Круз не являлся бездомным. Он был жителем города Сан-Габриэль, проживал вместе с родителями. Согласно свидетельствам родственников, Круз решил переночевать на пляже Санта-Моники после ночного занятия ловлей рыбы. Несмотря на это, свидетелей убийств и нападений в ходе расследования полицией найдено не было. 
24 сентября 2018 года на одной из улиц в районе Даунтауна Лос-Анджелеса, Эскобар с помощью бейсбольной биты избил 63-летнего Хорхе Мартинеса, который получил черепно-мозговую травму и был доставлен в больницу, где впал в кому. Свидетелями преступления оказались несколько человек, которые заявили об этом в полицию.

## Арест
Рамон Эскобар был арестован через несколько минут после совершения нападения на Хорхе Мартинеса 24 сентября 2018 года примерно в 7.30 утра. После ареста, полиция провела обыск в салоне его автомобиля, в ходе которого была обнаружена еще одна бейсбольная бита и комплект болторезов. Так как Рамон очень хорошо соответствовал фотороботу преступника, он стал основным подозреваемым в совершении серии остальных убийств. После его ареста, полиция Хьюстона заявила о том, что Рамон также является основным подозреваемым в совершении убийств своих дяди и тети, чьи останки к тому времени были обнаружены на одной из городских свалок Хьюстона.

30 сентября того же года от осложнений полученных травм умер 63-летний Хорхе Мартинес, который стал последней жертвой Эскобара. В начале октября окружная прокуратура Лос-Анджелеса выдвинула против Рамона  обвинения по четырем пунктам  в совершении убийств, пять пунктов обвинений в покушении на убийство и четыре пункта обвинения в совершении ограблений.
В ходе дальнейшего расследования было установлено что Рамон Эскобар причастен к совершению еще ряда нападений. Во всех эпизодах жертвы отделались травмами различной степени тяжести, но остались живы. После ареста Рамона, они идентифицировали его как нападавшего. Благодаря этому в ноябре 2018 года Эскобару был предъявлен еще ряд дополнительных обвинений. Он обвинялся в совершении нападения на Альберта Джина Скотта, которое было совершено 11 сентября того же года. Еще одно  обвинение в покушении на убийство было связано с нападением на Мишель Матис, которое было совершено 15 сентября на окраине парка Макартур. Матис являлась бездомной, в то время как Альберт Скотт таковым не был. Также согласно версии представителей окружной прокуратуры Лос-Анджелес, 19 сентября 2018 года Эскобар избил бейсбольной битой Кайлу Ренард и Дэвида Дотсона на территории Гриффит-парка, в результате чего они также были серьезно травмированы. 8 ноября того же года Эскобар появился в зале суда, где после официального предъявления ему  обвинений он не признал себя виновным ни по одному из пунктов.
В декабре 2018 года Рамона, который на тот момент находился в окружной тюрьме «Los Angeles County Jail» посетили следователи из отдела по расследования убийств Хьюстона. В ходе разговора со следователями, Эскобар признался в совершении убийств своих дяди и тети в конце августа того же года и рассказал о том, как развивались события. После признательных показаний, 18 декабря того же года ему были предъявлены обвинения в совершении убийств своих родственников.
В середине 2019 года адвокаты Эскобара подали ходатайство о проведении судебно-психиатрической экспертизы, которое было удовлетворено. На основании результатов экспертизы, которая была проведена 17 октября того же года, Рамон Эскобар был признан вменяемым и подлежащим уголовной ответственности.

## Суд
Дата открытия судебного процесса несколько раз откладывалась на неопределенный срок из-за «пандемии COVID-19», благодаря чему суд на Рамоном Эскобаром начался лишь в начале 2022 года. Во время судебного процесса представители окружной прокуратуры Лос-Анджелеса предложили ему заключить соглашение о признании вины, которое он принял. В обмен на отмену вынесения смертного приговора на территории штата Техас, Эскобар признал себя виновным в совершении 7 убийств, в том числе в совершении убийств своих дяди и тети, а также признал себя виновным в совершении 7 нападений и ряда ограблений, после чего суд 6 мая 2022 года приговорил его к нескольким срокам пожизненного лишения свободы без права на условно-досрочное освобождение.  По условиям соглашения о признании вины, суд постановил что Рамон Эскобар будет последовательно отбывать свои пожизненные сроки наказание  на территории штата Калифорния.
Во время судебных заседаний Эскобар заявил, что мотивом совершения убийств послужила личная неприязнь и материальные трудности. Он пояснил что убил своего дядю Рохелио Эскобара вследствие личной неприязни, вследствие одной из ссор, после которой Рохелио Эскобар неуважительно относился к Рамону и выражал ему презрение из-за его образа жизни.

## В заключении
После осуждения Рамон Эскобар был этапирован в тюрьму North Kern State Prison, расположенную на территории округа Керн. Его сокамерником стал 53-летний Хуан Вильянуэва, который также отбывал уголовное наказание в виде пожизненного лишения свободы по обвинению в совершении сексуального насилия несовершеннолетнего при отягчающих обстоятельствах. Рано утром 24 февраля 2023 года Вильянуэва был найден мертвым в своей камере, после чего Эскобар был помещен в карцер, изолирован от остальной массы осужденных и подвергся допросам. По версии следствия, между сокамерниками произошел конфликт, в ходе которого Эскобар забил до смерти Хуана Вильянуэва, однако достоверных сведений о результатах расследования  после февраля 2023 года нет.